# Belfastaftalen
Belfastaftalen (også kaldet Langfredagsaftalen) var en principale om fredsprocessen i Nordirland mellem den britiske og den irske regering. Aftalen blev underskrevet den 10. april 1998 og blev støttet af de fleste politiske partier i Nordirland. Den blev bekræftet ved separate folkeafstemninger i Nordirland og Republikken Irland i maj 1998.

## Hovedpunkter
Aftalen er indgået mellem den britiske og den irske regering og otte politiske partier fra Nordirland.
Aftalen indeholder to elementer
- En juridisk bindende aftale mellem den britiske og irske regering;
- En aftale mellem de af aftalen omfattede politiske partier og de to regeringer.

De vigtigste punkter omfattet af aftalen er:
- Nordirlands konstitutionelle fremtid skal afgøres af flertallet af borgerne.
- De politiske partier forpligter sig til at bruge "udelukkende fredelige og demokratiske midler".
- Oprettelse af et nordirsk parlament med lovgivende magt.
- Oprettelse af en nordirsk regering med magtdeling mellem de vigtigste partier fordelt efter D'Hondts metode.
- Oprettelse af et fælles ministerråd mellem Nordirland og Irland.
- Oprettelse af et britisk-irsk råd med repræsentanter for regeringene i Irland, Nordirland, Storbritannien, Skotland, Wales, Man og Kanaløerne.
- Løsladelse af alle paramilitære fanger, som tilhører organisationer, som har erklæret og efterlever våbenhvile, inden to år.
- Destruktion af paramilitære organisationers våben inden to år.
- Ændringer af Republikken Irlands grundlov således at det grundlovsfæstede territorielle krav fjernes.
- Ny lovgivning om politimyndighed, menneskerettigheder og ligestilling af befolkningsgrupper i Nordirland.